# Cazacii (film din 1961)
Cazacii (în rusă Казаки, transliterat: Kazaki) este un film dramatic sovietic din 1961 regizat de Vasili Pronin. A concurat la Festivalul Internațional de Film de la Cannes din 1961. Este inspirat din romanul omonim al lui Lev Tolstoi.

## Distribuție
- Leonid Gubanov - Dmitri Olenin
- Boris Andreev - Eroșka
- Zinaida Kirienko - Mariana
- Eduard Bredun - Lukașka
- Boris Novikov - Nazarka
- Vera Eniutina
- Constantin Gradopolov
- German Kacin - Vaniușa
- I. Barbati - Ustenka
- Vsevolod Safonov
- Aleksandra Danilova
- Artur Nișcenkin
- Leonid Parhomenko
- Ivan Liubeznov
- Anatoli Papanov

## Lansare
A fost lansat în anul 1961 și a avut parte de un mare succes comercial, fiind vizionat de 24,3 milioane de spectatori în cinematografele din Uniunea Sovietică.